# Kékestető (plaats)
Het plaatsje Kékestető ligt in Noord-Hongarije in het Mátragebergte in het comitaat Heves. De plaats ligt 3 km ten oosten van Mátraháza en 300 meter hoger en tevens gelegen op de flank van de Kékes-berg.
Drie kilometer voorbij Mátraháza ligt het minder aantrekkelijke Kékestetö. De Kékes is de hoogste berg (1015 m) van Hongarije. Er staat een hoge televisiemast en de achthoekige toren doet dienst als onderzoeksinstituut voor telecommunicatie. In het Kékes-sanatorium worden mensen behandeld met stofwisselingsstoornissen, ziektes aan de ademhalingswegen, bloedarmoede en nerveuze spanningen. In de omgeving kunnen wandelingen gemaakt worden. 's Winters leidt hier een 2400 meter lange piste naar beneden, naar Mátraháza. Er is ook een springschans.